# Nearcha pseudophaes
Nearcha pseudophaes là một loài bướm đêm trong họ Geometridae.